# Alone in the Dark
Alone in the Dark [əˈləʊn ɪn ðə dɑːk] ist eine Computerspiel-Reihe der französischen Firma Infogrames (heute Atari SA), die dem Genre der Action-Adventures zugeordnet wird und als Begründer des Untergenres Survival-Horror gilt. Sie handelt vom Privatdetektiv Edward Carnby, der sich auf übernatürliche Fälle spezialisiert hat.
Im September 2018 erwarb der schwedische Publisher THQ Nordic die Markenrechte an Alone in the Dark von Atari.

## Computerspiele

### Alone in the Dark(1992)
Der 1992 für DOS und 1994 für die 3DO-Konsole erschienene erste Teil basierte auf dem von H. P. Lovecraft erdachten Cthulhu-Mythos, in dem die Akteure mit unaussprechlichen, für den gesunden Geist nicht erfassbaren Monstern konfrontiert werden. Der Spieler schlüpft entweder in die Rolle von Edward Carnby oder Emily Hartwood und startet auf dem Dachboden eines alten Herrenhauses, auf dem der Künstler Jeremy Hartwood Selbstmord begangen hat. Nachdem sich die Türen des Hauses nach dem Betreten auf mysteriöse Weise verriegelten, erforscht der Spieler das Anwesen. Auf der Suche nach einem Fluchtweg aus dem Anwesen trifft der Spieler auf unterschiedliche übernatürliche Wesen wie Zombies und Riesenratten, gegen die er sich mit diversen Waffen verteidigen muss. Zudem gilt es immer wieder, Kombinations-, Denk- und Suchrätsel zu lösen. In verschiedenen Aufzeichnungen erfährt der Spieler mehr über die Hintergründe des Anwesens und die übernatürlichen Vorgänge.
Alone in the Dark sollte ursprünglich auch unter dem Titel Call of Cthulhu in Zusammenarbeit mit der Firma Chaosium erscheinen, die unter anderem auch das gleichnamige Pen-&-Paper-Rollenspiel publizierte. Diese beendete ihre Mitarbeit jedoch noch während der Entwicklungsphase, und aus lizenzrechtlichen Gründen wurde es notwendig, den vorgesehenen Namen zu ändern. Die Art der grafischen Präsentation war 1992 technisch völlig neu. Anders als bei den meisten Action-Adventures der damaligen Zeit – nicht aber erstmals – wurden die spielrelevanten, beweglichen Objekte wie der Spieler, Gegner oder vereinzelte Gegenstände in der Spielwelt komplett als 3D-Objekte (ohne Texturen und mit nur sehr wenigen Polygonen) gestaltet. Möglich wurde das durch die stets fest positionierte virtuelle Kamera (Third-Person-Perspektive). Dadurch konnten die Bildhintergründe als gezeichnete, flache Bilder dargestellt werden, die durch perspektivische Abstimmung mit den 3D-Objekten den Eindruck einer räumlichen Umgebung simulierten. Verließ der Spieler den Sichtbereich im aktuellen Hintergrundbild, kam es zu einem Kamerawechsel und damit zu einem neuen Hintergrundbild mit passender Neuausrichtung der 3D-Objekte.

### Jack in the Dark
Jack in the Dark war ein als Teaser für Alone in the Dark 2 produziertes Kurzspiel, das 1993 veröffentlicht wurde. Es war sowohl eine Technikdemonstration als auch eine nicht ganz ernst gemeinte Vorgeschichte für Alone in the Dark 2.
Das Mädchen Grace, bekannt aus dem zweiten Teil, ist zu Weihnachten in einem Spielzeuggeschäft eingeschlossen. Die Spielzeuge sind lebendig und ihr Anführer, One Eyed Jack In The Box, hat den Weihnachtsmann entführt. Grace muss sich im klassischen Stil von Alone in the Dark mit den bösen Spielzeugen auseinandersetzten und diverse Rätsel lösen.

### Alone in the Dark 2
Der zweite Teil erschien 1993 für PC und später auch für Sega Saturn, PlayStation und 3DO. Die Sega-Saturn- und die PlayStation-Version wurden in Europa unter dem Titel Alone in the Dark: Jack is Back und in den USA unter Alone in the Dark: One-Eyed Jack’s Revenge veröffentlicht. Die japanische Sega-Saturn-Fassung hingegen hatte keinen Untertitel. Das Spiel verwendet dieselbe Technik und gleichen Gameplay-Eigenschaften wie sein Vorgänger, fällt jedoch vom Umfang her größer aus. Der Spielverlauf findet nicht mehr nur an einem Schauplatz statt, sondern führt den Spieler zu verschiedenen, zusammenhängenden Orten wie etwa einen Irrgarten, ein Anwesen und ein Piratenschiff.

### Alone in the Dark 3
Der 1994, diesmal nur für PC erschienene dritte Teil der Reihe weist erneut dieselbe Technik und das im Grunde unveränderte Gameplay seiner Vorgänger auf, ist jedoch in einem Western-Szenario angesiedelt. 1996 wurde das Spiel unter dem Titel Alone in the Dark 3: Ghosts in Town für Windows 95 als CD-Version neu veröffentlicht.
Der Spieler schlüpft wie in Alone in the Dark 2 in die Haut des Privatdetektivs für paranormale Ereignisse, Edward Carnby. Im Jahr 1925 erhält Carnby den Auftrag, nach einer auf mysteriöse Weise spurlos verschwundenen Filmcrew zu suchen, zu der auch die aus dem ersten Teil bekannte Emily Hartwood gehört. Diese wurde zuletzt bei den Dreharbeiten zu einem Wild-West-Film in der abgelegenen Geisterstadt Slaughter Gulch in der Mojave-Wüste gesehen. Edward findet bald heraus, dass ein Fluch auf der Stadt liegt und der Geister-Cowboy Jed Stone für das Verschwinden der Filmleute verantwortlich ist, der Carnby zahlreiche untote Revolverhelden auf den Hals hetzt. Im weiteren Spielverlauf stößt der Spieler zudem auf klassische Zombies und radioaktiv verseuchte Mutanten.

### Alone in the Dark: The New Nightmare
2001 erschien der vierte Teil der Reihe für PC, PlayStation, PlayStation 2, Dreamcast und Game Boy Color. Anders als die drei vorherigen Titel wurde The New Nightmare nicht mehr von Infogrames selbst, sondern vom kleinen französischen Entwickler Darkworks entwickelt. Dieser hatte für das Spiel eine eigene Game-Engine entwickelt, die es erlaubte, das Licht der Taschenlampe, die im Spiel eine wichtige Rolle spielt, korrekt auf die 2D-Hintergründe zu berechnen. Zudem waren die 3D-Modelle wie Objekte und Charaktere erstmals in einem Alone-in-the-Dark-Teil texturiert.
Im Jahr 2001 arbeitet Edward Carnby, der „Detektiv des Unergründlichen“, für die geheime FBI-Ermittlungsabteilung 713, die paranormale Aktivitäten untersucht. Carnbys bester Freund und Gründer von 713, Charles Fiske, ist auf Shadow Island, einer mysteriösen Insel vor der Küste Maines, tot aufgefunden worden. Carnby findet heraus, dass Fiske auf der Suche nach drei Schrifttafeln des alten Indianerstammes der Abkani war. Zusammen mit der jungen Universitätsdozentin Aline Cedrac fliegt Carnby nach Shadow Island, doch das Flugzeug stürzt kurz vor der Landung ab. Carnby und Cedrac werden beim Absprung mit dem Fallschirm voneinander getrennt. Zunächst auf sich allein gestellt, machen sie sich an die Erkundung eines alten Herrenhauses.
Wie im ersten Teil der Serie, Alone in the Dark, hat der Spieler die Wahl zwischen zwei Charakteren (hier Carnby oder Cedrac) und erlebt dadurch einen unterschiedlichen Spielverlauf. Im Laufe der Handlung stößt der Spieler wie gewohnt auf zahlreiche übernatürliche Kreaturen, gegen die er sich mit Hilfe von Waffen erwehren muss. Dazu kommen diverse Rätseleinlagen. Wichtigste Neuerung hierbei ist, dass man relevante Objekte in dunklen Ecken nicht sofort sieht. Man muss erst mit der Taschenlampe, die der Protagonist stets bei sich trägt, entsprechende Plätze ausleuchten, damit diese einsehbar sind.

### Alone in the Dark(2008)
Der im Juni 2008 erschienene, einfach nur als Alone in the Dark betitelte, fünfte Teil der Reihe erschien für Windows, PlayStation 2, PlayStation 3, Xbox 360 und Wii. Entwickelt wurde das Spiel von Ataris französischem Entwicklerstudio Eden Games. Die Spielgrafik ist erstmals komplett in 3D gehalten. Zudem wurden einige grundlegende Gameplay-Elemente verändert, so dass der klassische Survival Horror etwas zurückweichen musste und das Spiel deutlich actionlastiger wurde. Anders als in den früheren Teilen erlebt der Spieler das Geschehen nicht mehr nur ausschließlich aus fest positionierten Kameraperspektiven, sondern betrachtet das Geschehen aus einer variablen, auf den Spieler fixierten Third-Person- oder Ego-Perspektive. Dadurch erhält das Spiel einen deutlich dynamischeren Spielverlauf. Des Weiteren ist es möglich, Autos kurzzuschließen und zu fahren, um größere Wegstrecken sowie explizite Fahrpassagen zu bewältigen. Das Spiel ist in acht Kapitel unterteilt, die jeweils einen abgeschlossenen Subplot erzählen und mit einem Cliffhanger enden, ähnlich einer Fernsehserie. Der Spieler hat zudem jederzeit die Möglichkeit, wie bei einem DVD-Film „vorzuspulen“ und Passagen zu überspringen. Für das Spiel kam eine Weiterentwicklung der Twilight-Engine zum Einsatz, eine Eigenentwicklung von Eden Games, die schon bei Test Drive Unlimited zum Einsatz kam. In diese wurde die Havok-Physikengine eingebunden, die es zum Beispiel erlaubt, dass sich im Spiel Feuer realistisch auf andere brennbare Objekte ausdehnt und diese je nach Masse und Beschaffenheit unterschiedlich schnell zerstört. Die PS3-Fassung erschien später als die restlichen Versionen und wurde unter dem Titel Alone in the Dark: Inferno über das PlayStation Network veröffentlicht.

### Alone in the Dark: Illumination
Im August 2014 kündigte Atari auf der Messe PAX East eine von Pure FPS entwickelte Fortsetzung der Reihe an. Alone in the Dark: Illumination erschien im Juni 2015 ausschließlich für Windows und beinhaltet eine kooperativ spielbare Kampagne für bis zu drei Mitspieler. Das Spiel erhielt sehr schlechte Kritiken von der Presse.

### Alone in the Dark(2024)
Am 20. März 2024 erschien ein Remake des allerersten Serienteils für Windows, Xbox Series und PlayStation 5.

## Adaptionen

### Comic
- Hubert Chardot & Carnby (Handlung), Lazzario Suerte (Zeichnungen), Pierre-Yves Fourrier (Kolorierungen): Alone in the Dark (One Shot), Vents d’Ouest 1994 (heute Glénat). ISBN 2-86967-314-0.
Eine freie Nacherzählung der Handlung von Alone in the Dark 3; entstanden in Verbindung mit einem Comic zum ebenfalls von Infogrames stammenden Adventure Prisoner of Ice.[3][4]
- Jean-Marc & Randy Lofficier (Autoren), Aleksi Briclot & Matt Haley (Zeichnungen): Alone in the Dark: Life is a Hideous Thing, Semic Comics 2001 (Frankreich) bzw. Image Comics 2002 (USA).
Vorgeschichte zu Alone in the Dark: The New Nightmare, mit einer Handlung um Edward Carnby und Aline Cedrac auf der Suche nach der verschollenen Stadt Aggartha in Tibet und der Krone des Dschingis Khan. Der Titel entspricht einem Zitat von H. P. Lovecraft.[3][5]

### Verfilmungen
- 2005 erschien der zeitlich kurz nach dem vierten Teil der Reihe spielende, gleichnamige Film Alone in the Dark mit Christian Slater als Edward Carnby in der Hauptrolle. Regie führte dabei der auf die Verfilmung von Videospielen spezialisierte Uwe Boll.
- Im September 2008 erschien Alone in the Dark II als Direct-to-DVD-Produktion. Regisseure waren dieses Mal Michael Roesch und Peter Scheerer, Uwe Boll war nur noch Produzent. In einer der Hauptrollen ist Ralf Möller zu sehen.

## Einfluss
Nicht nur die Präsentation, sondern auch die Art der angsteinflößenden Handlung und Atmosphäre wurde in etlichen Spielen kopiert. Alone in the Dark gilt als Begründer des Subgenres Survival Horror. Bekannt wurde das Genre schließlich vor allem durch die Resident-Evil-Reihe. Bis heute gleichen die meisten „Survival-Horror“-Spiele in Hinblick auf Spielprinzip und Benutzerschnittstelle im Wesentlichen dem ersten Teil der Reihe.
2006 wurde Frédérick Raynal zusammen mit Michel Ancel und Shigeru Miyamoto als erste Game Designer zum Ritter des Ordre des Arts et des Lettres ernannt, die höchste kulturelle Auszeichnung Frankreichs für besondere Verdienste im künstlerischen und literarischen Bereich.